# Thecla hena
Thecla hena är en fjärilsart som beskrevs av William Chapman Hewitson 1874. Thecla hena ingår i släktet Thecla och familjen juvelvingar. Inga underarter finns listade i Catalogue of Life.